# Mary Lou (Band)
Mary Lou war eine vierköpfige Indie-Rock-Band aus Bayern.

## Geschichte
Die Mitglieder kennen sich bereits seit ihrer frühen Jugend, da sie alle im selben Ort aufgewachsen sind. Auf einer Party beschlossen sie, sich zu einer Jam-Session zu treffen. Es kam zu weiteren Treffen, bei denen sie ihre ersten Songs schrieben und eine Band gründeten. Die Gruppe hat sich nach einer gemeinsamen Freundin der Band benannt. Der erste Gig fand 2010 auf dem Geburtstag eines Bekannten statt.
2016 veröffentlichte die Band ihr Debütalbum May Be April, das im Superphonic Studio in Altenstadt sowie im Proberaum der örtlichen Blaskapelle aufgenommen wurde. Kurz nach der Veröffentlichung wurde die Band vom Sender Puls des Bayerischen Rundfunks zur Band der Woche ernannt. Im Dezember 2017 bekam die Gruppe den Kulturpreis des Landkreises Weilheim-Schongau überreicht. Es folgten Auftritte auf überregionalen Festivals wie dem Obstwiesenfestival und dem Modular Festival.
Im November 2018 wurde die Single Autumn Comes veröffentlicht, woraufhin die Band von Puls erneut zur Band der Woche gewählt wurde. Im Sommer 2019 haben sie Joris auf seiner Schrei-es-raus-Open-Air-Tour bei einigen Auftritten als Supportband begleitet. Ihre letzte Veröffentlichung war die Single After All im November 2020.

## Diskografie
Alben
- 2016: May Be April (Bougalou Entertainment)

Singles
- 2018: Autumn Comes (Bougalou Entertainment)
- 2020: After All (Bougalou Entertainment)

## Auszeichnungen
- 2017: Kulturpreis des Landkreises Weilheim-Schongau[4]